# Orectogyrus venustulus
Orectogyrus venustulus is een keversoort uit de familie van schrijvertjes (Gyrinidae). De wetenschappelijke naam van de soort is voor het eerst geldig gepubliceerd in 1933 door Ochs.